# Whytockia gongshanensis
Whytockia gongshanensis är en tvåhjärtbladig växtart som beskrevs av Y.Z. Wang och Li Heng. Whytockia gongshanensis ingår i släktet Whytockia och familjen Gesneriaceae. Inga underarter finns listade i Catalogue of Life.